# Alessandro Romano
Alessandro Romano (Roma, 29 settembre 1969) è un allenatore di calcio ed ex calciatore italiano, di ruolo difensore o centrocampista.

## Carriera
Nel 2011 e 2012  allena il Tanas Prima Porta e  il Civitavecchia

## Statistiche

### Presenze e reti nei club
| Stagione  | Squadra | Campionato | Campionato | Campionato |
| Stagione  | Squadra | Comp       | Pres       | Reti       |
| --------- | ------- | ---------- | ---------- | ---------- |
| 1988-1989 | Trento  | C1         | 6          | 0          |
| 1989-1990 | Trento  | C1         | 23         | 0          |
| 1990-1991 | Monza   | C1         | 28         | 0          |
| 1991-1992 | Monza   | C1         | 28         | 1          |
| 1992-1993 | Monza   | B          | 34         | 0          |
| 1993-1994 | Monza   | B          | 34         | 2          |
| 1994-1995 | Cesena  | B          | 33         | 2          |
| 1995-1996 | Lazio   | A          | 7          | 0          |
| 1996-1997 | Brescia | B          | 29         | 0          |
| 1997-1998 | Brescia | A          | 1          | 0          |
| 1997-1998 | Genoa   | B          | 20         | 0          |
| 1998-1999 | Brescia | B          | 1          | 0          |
| 1998-1999 | Cesena  | B          | 28         | 0          |
| 1999-2000 | Cesena  | B          | 12         | 0          |
| 1999-2000 | Verona  | A          | 1          | 0          |
| 2000-2001 | Dundee  | SPL        | 15         | 0          |
| 2001-2002 | Dundee  | SPL        | 21         | 0          |

## Palmarès

### Giocatore
- Coppa Italia Serie C: 1

Monza: 1990-1991
- Campionato italiano di Serie B: 1

Brescia: 1996-1997